# Capitoli di Rinne

Copertina italiana del primo volume

Questa è la lista dei capitoli di Rinne, manga di Rumiko Takahashi. La serializzazione sulla rivista Weekly Shōnen Sunday di Shogakukan è iniziata il 22 aprile 2009 e si è conclusa il 13 dicembre 2017 dopo 8 anni di pubblicazione e 398 capitoli realizzati. La pubblicazione in tankōbon è iniziata il 16 ottobre 2009 e si è conclusa il 18 gennaio 2018.
In Italia il manga è stato pubblicato in volumi dal 7 aprile 2011 al 12 febbraio 2020 da Star Comics, sulla collana mensile Express, con lettura orientale. Star Comics ha anche pubblicato il primo capitolo online prima della distribuzione della serie.
Negli Stati Uniti la serie è edita da Viz Media, che in collaborazione con Shonen Sunday ha pubblicato i capitoli tradotti online, interrompendosi tuttavia al capitolo 89.

## Volumi 1-10
| Nº | Titolo italiano Giapponese 「Kanji」 - Rōmaji | Data di prima pubblicazione              | Data di prima pubblicazione |
| Nº | Titolo italiano Giapponese 「Kanji」 - Rōmaji | Giapponese                               | Italiano                    |
| 1  | Rinne. Circle of Reincarnation 1 「境界のRINNE 1」 - Kyōkai no Rinne 1 | 16 ottobre 2009 ISBN 978-4-09-121773-8   | 7 aprile 2011               |
| 1  | Capitoli - 1. Un misterioso compagno di classe (謎のクラスメート?, Nazo no kurasumēto) - 2. La leggenda della capannina meteorologica (百葉箱の伝説?, Hyakuyōbaku no densetsu) - 3. Alle quattro dietro la palestra (体育館裏4時?, Taiikukan ura yo-ji) - 4. La donna incontrata in qualche luogo (どこかで会った女?, Doko ka de atta onna) - 5. Si-gno-ri-na! (お・ね・え・さ・ん?, O Ne E Sa N) - 6. Il mistero dell'edificio dei circoli (クラブ棟の怪?, Kurabutō no kai) - 7. Un gatto nero a contratto (契約黒猫?, Keiyaku kuroneko) - 8. Paura di addormentarsi (眠るのがこわい?, Nemuru no ga kowai) |                                          |                             |
| 1  | Trama Sakura Mamiya è una liceale che convive con il dono di vedere i fantasmi in seguito ad un evento nel passato, in cui ha incontrato una shinigami nel mondo dei morti, del quale non conserva alcun ricordo. Sakura viene a contatto con un compagno di classe, Rinne Rokudo, che scopre essere una sorta di shinigami e che quando indossa l'Haori della Terra dei Morti non può essere visto dagli altri. Rinne aiuta Sakura ad esorcizzare un fantasma che la perseguita e successivamente anche uno spirito che tormenta una loro compagna di classe tramite il telefono. Sakura fa la conoscenza della nonna di Rinne, Tamako, anch'essa shinigami, e viaggia per il mondo dei morti vagando in direzione della ruota della reincarnazione. Rinne riesce a salvarla prima che ella salga sulla ruota, così Sakura finalmente si ricorda che la shinigami che aveva incontrato era proprio Tamako, e comprende quindi che Rinne è in parte umano e in parte shinigami. Quindi i due fanno la conoscenza di Rokumon, uno spirito della stirpe dei gatti neri, che stipula un contratto con Rinne per aiutarlo nel suo ruolo di shinigami dopo che la nonna Tamako lo ha licenziato. Infine una studentessa del secondo anno chiede loro aiuto per via di un antico guerriero che la ossessiona nei sogni. |                                          |                             |
| 2  | Rinne. Circle of Reincarnation 2 「境界のRINNE 2」 - Kyōkai no Rinne 2 | 16 ottobre 2009 ISBN 978-4-09-121774-5   | 7 luglio 2011               |
| 2  | Capitoli - 9. Lo scambio delle coppe nuziali (固めの盃?, Katame no sakazuki) - 10. Ritrovarsi (再会?, Saikai) - 11. La cantante della piscina (プールの歌姫?, Pūru no utahime) - 12. Ciò che ha perso (無くしたもの?, Nakushita mono) - 13. La maledizione (祟?, Tatari) - 14. Sfida in una conigliera (ウサギ小屋の対決?, Usagi koya no taiketsu) - 15. L'anima di un vivo che non può far ritorno (戻れない生霊?, Modorenai ikiryō) - 16. Benvenuto all'Inferno! (ようこそ地獄へ!?, Yōkoso Jigoku e!) - 17. L'Inferno dei debitori (借金地獄?, Shakkin Jigoku) - 18. Senno Kaze Stream (千の風気流?, Sen no Kaze Kiryū) |                                          |                             |
| 3  | Rinne. Circle of Reincarnation 3 「境界のRINNE 3」 - Kyōkai no Rinne 3 | 18 marzo 2010 ISBN 978-4-09-122195-7     | 12 ottobre 2011             |
| 3  | Capitoli - 19. Lo studente trasferito da un'altra scuola (転校生?, Tenkōsei) - 20. Se ti accontenti di essere un mio amico... (友だちからで良ければ?, Tomodachi kara de yokereba) - 21. Un piacevole appuntamento amoroso (楽しいデート?, Tanoshii dēto) - 22. Centomila Yen (10万円?, Jūman-en) - 23. Il prezzo da pagare in cambio della forza (力の代償?, Chikara no daishō) - 24. La falce degli Shinigami (死神のカマ?, Shinigami no kama) - 25. La seduzione della testa di zucca (カボチャ頭の誘惑?, Kabocha kaburi no yūwaku) - 26. Il palazzo del Damashigami (だまし神の館?, Damashigami no kan) - 27. Disegnami (私を描いて?, Watashi o kaite) - 28. Il nero e il bianco (黒と白?, Kuro to shiro) |                                          |                             |
| 4  | Rinne. Circle of Reincarnation 4 「境界のRINNE 4」 - Kyōkai no Rinne 4 | 18 giugno 2010 ISBN 978-4-09-122335-7    | 11 gennaio 2012             |
| 4  | Capitoli - 29. Conto in rosso (マイナス?, Mainasu) - 30. Il presidente (社長?, Shachō) - 31. La Damashigami Company (堕魔死神カンパニー?, Damashigami Kanpanī) - 32. La cerimonia di insediamento (就任式?, Shūnin shiki) - 33. Kyuketsukasha (吸血火車?, Kyūketsukasha) - 34. L'impronta della mano (手形?, Tegata) - 35. Non trovi che sia inaccettabile? (イヤじゃないのか?, Iya janai no ka) - 36. Ageha, la shinigami (死神鳳?, Shinigami Ageha) - 37. Le tracce di sua sorella maggiore (姉の行方?, Ane no yukue) - 38. L'esame della sposa (花嫁審査?, Hanayome shinsa) |                                          |                             |
| 5  | Rinne. Circle of Reincarnation 5 「境界のRINNE 5」 - Kyōkai no Rinne 5 | 17 settembre 2010 ISBN 978-4-09-122526-9 | 8 marzo 2012                |
| 5  | Capitoli - 39. L'identità della bella segretaria (美人秘書の正体?, Bijin hisho no shōtai) - 40. Una ragazza cresciuta nel lusso (お嬢様?, Ojō-sama) - 41. Solo un segno di ringraziamento (あくまでお礼?, Akumade orei) - 42. Konjiki-O (魂食王?, Konshoku Ō) - 43. Lo scaffale sigillato (開かずの本棚?, Akazuno hondana) - 44. Le rose e la salsa di soia (薔薇と醤油?, Shōbi to shōyu) - 45. L'asso della squadra maledetto (呪われたエース?, Norowareta ēsu) - 46. Non voglio che se ne accorga (知らせたくない?, Shirasetakunai) - 47. Il mostruoso cedro rosso (おばけ杉?, Obake sugi) - 48. I ricordi dello yo-yo (ヨーヨーの思い出?, Yōyō no omoide) |                                          |                             |
| 6  | Rinne. Circle of Reincarnation 6 「境界のRINNE 6」 - Kyōkai no Rinne 6 | 17 dicembre 2010 ISBN 978-4-09-122699-0  | 9 maggio 2012               |
| 6  | Capitoli - 49. La maledizione della pietra sacra (聖石の呪い?, Pawā sutōn no noroi) - 50. Una catena di tragici eventi (負の連鎖?, Fu no rensa) - 51. Gli spiriti (精霊?, Seirei) - 52. Un fantasma con il suo stesso volto (同じ顔の幽霊?, Onaji kao no yūrei) - 53. Una canzone d'amore (愛の歌?, Ai no uta) - 54. Uno Shirushigami (記死神?, Shirushigami) - 55. Il pignoramento (差し押さえ?, Sashiosae) - 56. Il capitale sociale (資本金?, Shihonkin) - 57. Il contenuto della cassa (箱の中?, Hako no naka) - 58. L'Anello della Giustizia (裁きの輪?, Sabaki no Wa) |                                          |                             |
| 7  | Rinne. Circle of Reincarnation 7 「境界のRINNE 7」 - Kyōkai no Rinne 7 | 18 marzo 2011 ISBN 978-4-09-122798-0     | 11 luglio 2012              |
| 7  | Capitoli - 59. Una misteriosa festa estiva (夏祭りの怪?, Natsumatsuri no kai) - 60. I ricordi dell'orsacchiotto (クマちゃんの思い出?, Kuma-chan no omoide) - 61. Benvenuti al Lido Nirvana (涅槃家へようこそ!?, Nehan-ke e Yōkoso!) - 62. La pietra di passaggio degli spiriti (霊道石?, Reidōseki) - 63. Voci dal piccolo santuario shintoista (祠の声?, Hokora no koe) - 64. Spiritelli maligni di gatti (化け猫?, Bakeneko) - 65. La casa a cui i fantasmi non si avvicinano (霊の来ない家?, Rei no konai ie) - 66. Il tempo è scaduto (期限切れ?, Kigengire) - 67. Anomalie al circolo di giardinaggio (園芸部の異変?, Engeibu no ihen) - 68. Come lanciare una maledizione (呪いの方法?, Noroi no hōhō) |                                          |                             |
| 8  | Rinne. Circle of Reincarnation 8 「境界のRINNE 8」 - Kyōkai no Rinne 8 | 15 luglio 2011 ISBN 978-4-09-123205-2    | 6 settembre 2012            |
| 8  | Capitoli - 69. Il tirocinio con homestay (ホームステイ実習?, Hōmusutei jisshū) - 70. La situazione della donna-coccodrillo (ワニ女の事情?, Wani-onna no jijō) - 71. I sentimenti del piccolo (チビの思い出?, Chibi no omoide) - 72. Ti presento uno spirito maligno (悪霊紹介?, Akuryō shōkai) - 73. La responsabilità del tutore (監督責任?, Kantoku sekinin) - 74. Accompagnare cinque persone (5名様ご案内?, Go-mei-sama goannai) - 75. Friendly Square (フレンドリースクエア?, Furendorī Sukuea) - 76. Il bancone da cucina maledetto (呪われた調理台?, Norowareta chōridai) - 77. La sciarpa strangolantrice (首しめマフラー?, Kubishime mafurā) - 78. Il regalo (プレゼント?, Purezento) |                                          |                             |
| 9  | Rinne. Circle of Reincarnation 9 「境界のRINNE 9」 - Kyōkai no Rinne 9 | 18 ottobre 2011 ISBN 978-4-09-123339-4   | 8 novembre 2012             |
| 9  | Capitoli - 79. Dormi, studente che prepara gli esami d'ammissione all'università (眠れ受験生?, Nemure jukensei) - 80. Ti aspetto alla pista di pattinaggio (リンクで待ってる?, Rinku de matteru) - 81. Il versamento aggiuntivo (補足注入?, Hosoku chūnyū) - 82. Dentro una scatola delle lettere (文箱の中?, Fumibako no naka) - 83. Il segreto del numero (数字の秘密?, Sūji no himitsu) - 84. Kaedama, il ristorante di ramen (ラーメンかえ魂?, Rāmen Kaedama) - 85. Il raggiungimento dell'obiettivo (目標の達成?, Mejirushi no tassei) - 86. Il rammarico della parrucca (カツラの無念?, Katsura no munen) - 87. La vendetta di Oboro (朧の復讐?, Oboro no fukushū) - 88. Il contratto e la mangusta (契約書とマングース?, Keiyakusho to mangūsu) |                                          |                             |
| 10 | Rinne. Circle of Reincarnation 10 「境界のRINNE 10」 - Kyōkai no Rinne 10 | 18 novembre 2011 ISBN 978-4-09-123450-6  | 9 gennaio 2013              |
| 10 | Capitoli - 89. La carriera da gatto nero (黒猫生命?, Kuroneko seimei) - 90. I partner (パートナー?, Pātonā) - 91. La fermata scomparsa (消えた停留場?, Kieta teiryūjo) - 92. Il fantasma con una macchina fotografica digitale (デジカメ幽霊?, Dejikame yūrei) - 93. Il messaggio (メッセージ?, Messēji) - 94. La quota sociale scomparsa (消えた会費?, Kieta kaihi) - 95. Il prezzo dell'orgoglio (プライドの値段?, Puraido no nedan) - 96. Il campo da tennis tanto sognato (夢のコート?, Yume no kōto) - 97. Una regola del mondo degli Shinigami (死神界のタブー?, Shinigamikai no tabū) - 98. Il poltergeist (ポルターガイスト?, Porutāgaisuto) |                                          |                             |

## Volumi 11-20
| Nº | Titolo italiano Giapponese 「Kanji」 - Rōmaji | Data di prima pubblicazione              | Data di prima pubblicazione |
| Nº | Titolo italiano Giapponese 「Kanji」 - Rōmaji | Giapponese                               | Italiano                    |
| 11 | Rinne. Circle of Reincarnation 11 「境界のRINNE 11」 - Kyōkai no Rinne 11 | 17 febbraio 2012 ISBN 978-4-09-123540-4  | 7 marzo 2013                |
| 11 | Capitoli - 99. La caramella che non fa vedere gli spiriti (見えないキャンディー?, Mienai kyandī) - 100. Il bersaglio è Sakura (ターゲットは桜?, Tāgetto wa Sakura) - 101. Dove sarà Rinne? (りんねはどこに??, Rinne wa doko ni?) - 102. Un cagnolino sotto la pioggia (雨の中の子犬?, Ame no naka no koinu) - 103. La falena della povertà (貧乏蛾?, Binbō ka) - 104. Il gatto invidioso (妬み猫?, Netami neko) - 105. La casa degli orrori a metà prezzo! (お化け屋敷半額!!?, Obakeyashiki hangaku!!) - 106. Non è un appuntamento galante! (デートではない!?, Dēto de wa nai!) - 107. Un caldo tremendo (アツアツ?, Atsuatsu) - 108. Il cocomero errante (さまようスイカ?, Samayou suika)                                                          |                                          |                             |
| 12 | Rinne. Circle of Reincarnation 12 「境界のRINNE 12」 - Kyōkai no Rinne 12 | 18 maggio 2012 ISBN 978-4-09-123657-9    | 9 maggio 2013               |
| 12 | Capitoli - 109. L'evento al centro dell'attenzione (注目のイベント?, Chūmoku no ibento) - 110. Gli esami per i dan del gatto nero (黒猫段位テスト?, Kuroneko dan'i tesuto) - 111. Battaglia alla torre per gatti (猫タワーの戦い?, Neko tawā no tatakai) - 112. Collaboriamo! (協力しよう！?, Kyōryokushō!) - 113. Battle Royal (バトルロイヤル?, Batoru roiyaru) - 114. Inferiorità numerica (多勢に無勢?, Tazei ni buzei) - 115. La bambola di paglia per maledizioni (呪いのワラ人形?, Noroi no wara ningyo) - 116. Parlare chiaramente (ちゃんと話そう?, Chanto hanasō) - 117. La pietra sacra errante (さまよえるパワーストーン?, Samayoeru Pawāsutōn) - 118. Lo scalpore suscitato dai funghi matsutake (松茸の波紋?, Matsutake no hamon)      |                                          |                             |
| 13 | Rinne. Circle of Reincarnation 13 「境界のRINNE 13」 - Kyōkai no Rinne 13 | 18 luglio 2012 ISBN 978-4-09-123777-4    | 11 luglio 2013              |
| 13 | Capitoli - 119. Mi presti dei soldi? (お金♥貸して?, Okane ♥ kashite) - 120. Mikazukido, il meglio per le vostre falci (三日月堂の姉弟?, Mikazukidō no kyōdai) - 121. La mia vita finora (我が半生?, Waga hansei) - 122. Vuole la cera? (ワックスどうどす?, Wakkusu dodosō) - 123. Un'accusa ingiusta (濡れ衣?, Nureginu) - 124. La tragedia di M (Mの悲劇 ?, M no higeki) - 125. Lo spirito dei dolci (スイーツ霊 ?, Suittsu rei) - 126. Il proficuo compito di testare le novità (旨味たっぷりモニター?, Umami tappuri monitā) - 127. Ciò che serve per il Natale (クリスマスの条件?, Kurisumasu no jōken) - 128. La tavoletta votiva in bianco (白紙絵馬?, Hakushi ema)                                                                            |                                          |                             |
| 14 | Rinne. Circle of Reincarnation 14 「境界のRINNE 14」 - Kyōkai no Rinne 14 | 18 ottobre 2012 ISBN 978-4-09-123896-2   | 12 settembre 2013           |
| 14 | Capitoli - 129. Il mistero della salita Koshikudake (砕け坂の怪?, Kudake ban no kai) - 130. L'eredità del decano (長老の遺産?, Chōrō no isan) - 131. Il demone e il Setsubun (鬼と節分?, Oni to Setsubun) - 132. La maledizione di cento anni dopo (百年後の祟り?, Hyakunen nochi no tatari) - 133. La rimozione della volpe (狐おとし?, Kitsune otoshi) - 134. La misteriosa studentessa venuta da un'altra scuola (謎の転校生?, Nazo no tenkōsei) - 135. La vera identità di Renge (れんげの正体 ?, Renge no Shōtai) - 136. La centesima anima (百個めの魂?, Hyaku kome no kon) - 137. Miro ad arrivare al primo posto (トップを目指す?, Toppu wo mezasu) - 138. Un saluto dopo il trasloco (引っ越しのご挨拶?, Hikkoshi goaisatsu)                |                                          |                             |
| 15 | Rinne. Circle of Reincarnation 15 「境界のRINNE 15」 - Kyōkai no Rinne 15 | 18 gennaio 2013 ISBN 978-4-09-124170-2   | 7 novembre 2013             |
| 15 | Capitoli - 139. Gli strap portafortuna (お守りストラップ?, Omamori sutorappu) - 140. L'arrivo in massa degli spiriti maligni (悪霊殺到?, Akuryou sattou) - 141. La principessa sussurratrice (囁姫?, Sasameki-hime) - 142. Il set della rottura (破局セット?, Hakyoku setto) - 143. Una falsa coppia (偽りのカップル?, Itsuwari no kapuru) - 144. La divinità che spezza i legami (縁切り神?, Enkiri kami) - 145. La spalla pesante (肩が重い?, Kata ga omoi) - 146. Inseguirsi e rivedersi (追跡と再会?, Tsuiseki to saikai) - 147. Il sospetto (疑惑?, Giwaku) - 148. Così com'eri a quel tempo (感想?, Kansō) |                                          |                             |
| 16 | Rinne. Circle of Reincarnation 16 「境界のRINNE 16」 - Kyōkai no Rinne 16 | 18 aprile 2013 ISBN 978-4-09-124286-0    | 9 gennaio 2014              |
| 16 | Capitoli - 149. La recovery cream (リカバリークリーム?, Rikabarīkurīmu) - 150. Passeggiare sotto l'ombrello (夢の相合い傘?, Yume no aiaigasa) - 151. La prima assemblea generale del sindacato (第一回組合大会?, Daiichikai kumiai taikai) - 152. Il braccio destro in prestito (右腕貸します?, Migiude kashimasu) - 153. I fuggiaschi (逃げる人?, Nigeru hito) - 154. Il fiume dei tesori (宝の川?, Takara no kawa) - 155. La collana promessa (約束の首飾り?, Yakusoku no kubikazari) - 156. Le tracce della collana (首飾りの行方?, Kubikazari no yukue) - 157. Indagini al risparmio (ワンコイン調査?, Wan koin chōsa) - 158. Il demone in campeggio (キャンプ場の悪魔?, Kyanpuba no akuma)                                                      |                                          |                             |
| 17 | Rinne. Circle of Reincarnation 17 「境界のRINNE 17」 - Kyōkai no Rinne 17 | 18 giugno 2013 ISBN 978-4-09-124322-5    | 6 marzo 2014                |
| 17 | Capitoli - 159. L'amore durato sette giorni (七日間の恋?, Nanukakan no koi) - 160. Un immenso rancore (怨み無限大?, Urami mugendai) - 161. Il tatami con le mani (畳の手?, Tatami no te) - 162. Il salvadanaio maledetto (呪金箱?, Noroi kinbako) - 163. Si deve aprirla trascorsi sette giorni (七日たったら明けること?, Nanoka tattara akeru koto) - 164. La quarta corsia maledetta (魔の４コース?, Ma no 4 kōsu) - 165. Un desiderio da esprimere alla luna (月に願いを?, Tsuki ni negai o) - 166. Un komainu misterioso (謎の狛犬?, Nazo no komainu) - 167. Ecco la persona in questione! (ご本人登場！?, Go hon'nin tōjō!) - 168. Il desiderio dello spirito (生霊の願い?, Ikiryō no negai)                                                    |                                          |                             |
| 18 | Rinne. Circle of Reincarnation 18 「境界のRINNE 18」 - Kyōkai no Rinne 18 | 18 settembre 2013 ISBN 978-4-09-124382-9 | 8 maggio 2014               |
| 18 | Capitoli - 169. Una fruttuosa raccolta di funghi (一獲千金キノコ狩り?, Ikkakusenkin kinoko kari) - 170. Una lunga storia (長い話?, Nagai hanashi) - 171. Il magistrato e il nabe (鍋と奉行?, Nabe to bugyō) - 172. Maneko e Kotomi (マネ子とコト美?, Maneko to Kotomi) - 173. Una gratifica speciale (特別ボーナス?, Tokubetsu bōnasu) - 174. Non voglio che lo sappia (知られたくない?, Shira retakunai) - 175. Scavare tra i ricordi (思い出発掘?, Omoide hakkutsu) - 176. Kuroboshi III (黒星三世?, Kuroboshi sansei) - 177. Sorpresa sulla pista da sci (ゲレンデのサプライズ?, Gerende no sapuraizu) - 178. La cassetta portavalori dell'inferno (地獄の金庫?, Jigoku no kinko)                                                                 |                                          |                             |
| 19 | Rinne. Circle of Reincarnation 19 「境界のRINNE 19」 - Kyōkai no Rinne 19 | 18 dicembre 2013 ISBN 978-4-09-124512-0  | 10 luglio 2014              |
| 19 | Capitoli - 179. L'associazione dei giovani gatti neri (黒猫こども会?, Kuro neko kodomo-kai) - 180. Il San Valentino maledetto (呪われたバレンタイン?, Norowareta Barentain) - 181. Tipo A per demoni, tipo B per shinigami (悪魔A型死神B型?, Akuma A-gata shinigami B-gata) - 182. Chi sei?! (だれ!??, Dare!?) - 183. La cera portadenaro (金運ワックス?, Kinun wakkusu) - 184. Durante la cerimonia (卒業式で?, Sotsugyōshiki de) - 185. Pegno forzato (強制質入れ?, Kyōsei shichiire) - 186. Una terribile lezione pratica (恐怖の野外実習?, Kyōfu no yagai jisshū) - 187. La Sfera della Dimenticanza (忘れ玉?, Wasure Dama) - 188. Un choker stravagante (ファンシーなチョーカー?, Fanshī na chōkā)                                              |                                          |                             |
| 20 | Rinne. Circle of Reincarnation 20 「境界のRINNE 20」 - Kyōkai no Rinne 20 | 18 marzo 2014 ISBN 978-4-09-124549-6     | 8 gennaio 2015              |
| 20 | Capitoli - 189. La pulizia del Cerchio della Reincarnazione (輪廻の輪一斎清掃?, Rin'ne no Hanawa Issai seisō) - 190. Il locale in cui non vanno i clienti (客が来ない店?, Kyaku ga konai mise) - 191. Portare la fidanzata con sé (彼女の連れて?, Kanojo no tsurete) - 192. L'importante sono i soldi (金なんだ?, Kane nan da) - 193. Non vuoi sprecarlo? (惜しいのか?, Oshiinoka) - 194. Lo strano umore di Sakura (桜の機嫌?, Sakura no kigen) - 195. Non stiamo insieme (つきあってません?, Tsukiattemasen) - 196. La leggendaria cenere sacra (伝説の聖灰?, Densetsu no hijiri hai) - 197. Dall'interno della parete... (壁の中から。。。?, Kabe no naka kara...) - 198. Scorpacciata di pomodorini (プチトマト食べ放題?, Puchitomato tabehōdai) |                                          |                             |

## Volumi 21-30
| Nº | Titolo italiano Giapponese 「Kanji」 - Rōmaji | Data di prima pubblicazione              | Data di prima pubblicazione             |
| Nº | Titolo italiano Giapponese 「Kanji」 - Rōmaji | Giapponese                               | Italiano                                |
| 21 | Rinne. Circle of Reincarnation 21 「境界のRINNE 21」 - Kyōkai no Rinne 21 | 16 maggio 2014 ISBN 978-4-09-124630-1    | 12 marzo 2015                           |
| 21 | Capitoli - 199. Un'insolita galleria (トンネルに何かいる?, Tonneru ni nanika iru) - 200. La villa infestata (別荘の悪霊?, Bessō no akuryō) - 201. La raccolta delle anime degli insetti (忠魂採集?, Chūkon saishū) - 202. Una storia romantica sulle melanzane (ナスロマン?, Nasu roman) - 203. I somen rossi (赤いソメン?, Akai somen) - 204. L'indovina del centro commerciale (ショッピングモールの姉?, Shoppingumōru no ane) - 205. La discendente di una strega (魔女の末裔?, Majo no matsuei) - 206. La prima dura prova (初めての試練?, Hajimete no shiren) - 207. Il mistero del campo di fiori (花畑の謎?, Hanabatake no nazo) - 208. Degli strani rumori (音が追ってくる?, Oto ga ottekuru)                                                                                  |                                          |                                         |
| 22 | Rinne. Circle of Reincarnation 22 「境界のRINNE 22」 - Kyōkai no Rinne 22 | 18 agosto 2014 ISBN 978-4-09-125077-3    | 9 luglio 2015                           |
| 22 | Capitoli - 209. Una terribile predizione (いまわしき予言?, Imawashiki yogen) - 210. La tragica conclusione (悲劇的結末?, Higekiteki ketsumatsu) - 211. La falce argentata (銀色のカマ?, Gin'iro no kama) - 212. Anomalie nella casa dei bambini (児童館の異変?, Jidōkan no ihen) - 213. Rinne sospettato (疑われたりんね?, Utagawa reta Rin'ne) - 214. Un oggetto nero e rettangolare (四角くて黒いやつ?, Shikakukute kuroi yatsu) - 215. Non c'è il ripieno (中身がない?, Nakami ga nai) - 216. Catturare un demone del sogno (夢魔捕縛実習?, Muma hobaku jisshū) - 217. Un mondo da sogno (夢のような世界?, Yume no yōna sekai) - 218. Il rancore di Babbo Natale (サンタの恨み?, Santa no urami)                                                                                    |                                          |                                         |
| 23 | Rinne. Circle of Reincarnation 23 「境界のRINNE 23」 - Kyōkai no Rinne 23 | 18 novembre 2014 ISBN 978-4-09-125370-5  | 9 settembre 2015                        |
| 23 | Capitoli - 219. Cercatelo bene! (よくさがせ?, Yokusagase) - 220. Un vaso portafortuna (開運の壺?, Kaiun no tsubo) - 221. Lei mi detesta (嫌われました?, Kirawaremashita) - 222. Arrivano i giornali (新聞が届く?, Shinbun ga todoku) - 223. La maschera che scaccia i problemi (脳無しの面?, Nō-nashi no men) - 224. Una pensione termale poco conosciuta (秘湯の宿?, Hitō no yado) - 225. Divertitevi! (楽しめ！?, Tanoshime!) - 226. Il cibo lasciato sulla veranda (縁側のエサ?, Engawa no esa) - 227. È stato fatto il versamento? (振込はまだか！?, Furikomi wa madaka!) - 228. La cattura degli spiriti in primavera (春の悪霊捕獲?, Haru no akuryō hokaku) |                                          |                                         |
| 24 | Rinne. Circle of Reincarnation 24 「境界のRINNE 24」 - Kyōkai no Rinne 24 | 18 marzo 2015 ISBN 978-4-09-125680-5     | 11 novembre 2015 ISBN 978-88-6920-557-6 |
| 24 | Capitoli - 229. La Sfera Sbirciatrice maledetta (呪われたのぞき玉?, Norowareta nozoki dama) - 230. La chiave per eliminare la maledizione (呪いを解く鍵?, Noroi wo toku kagi) - 231. La piccola scatola per la magia bianca (白魔法の小箱?, Hakumahō no kobako) - 232. L'accaparramento del posto 1993 (場所取り１９９３?, Basho-tori 1993) - 233. Il germoglio di bambù iridescente (虹色のタケノコ?, Nijiiro no takenoko) - 234. L'Oihagizuki (追萩月?, Oihagizuki) - 235. Allenamenti speciali con il cestino del pranzo (浄霊特訓弁当つき?, Jōrei tokkun bentō-tsuki) - 236. Sakura VS. la Volpe Nera (桜VS黒ギツネ?, Sakura VS Kuro Gitsune) - 237. La leggenda dell'armadietto (ロッカー伝説?, Rokkā densetsu) - 238. L'ascensore spiritato (心霊エレベーター?, Shinrei erebētā) |                                          |                                         |
| 25 | Rinne. Circle of Reincarnation 25 「境界のRINNE 25」 - Kyōkai no Rinne 25 | 17 aprile 2015 ISBN 978-4-09-125799-4    | 13 gennaio 2016 ISBN 978-88-6920-642-9  |
| 25 | Capitoli - 239. June bride (ジューンブライドの幽霊?, Jūnburaido no yūrei) - 240. Sotto la capannina meteorologica (百葉箱消失！？?, Hyakyōbako shōshitsu!?) - 241. La Bibbia leggendaria (伝説の聖書?, Densetsu no seisho) - 242. Gold Licence (ゴールドライセンス?, Gōrudo raisensu) - 243. Un mezzo legittimo (正当な手段?, Seitō na shudan) - 244. Uno scontro impegnativo (本気の闘い?, Honki no tatakai) - 245. Pagelle nere (黒い通知表?, Kuroi tsūchihyō) - 246. Il fantasma in attesa di qualcuno (人待ち幽霊?, Hito-machi yūrei) - 247. Un gommone fantasma (幽霊ゴムボート?, Yūrei gomubōto) - 248. Fuochi d'artificio misteriosi (謎の花火?, Nazo no hanabi) |                                          |                                         |
| 26 | Rinne. Circle of Reincarnation 26 「境界のRINNE 26」 - Kyōkai no Rinne 26 | 17 luglio 2015 ISBN 978-4-09-126186-1    | 9 marzo 2016 ISBN 978-88-6920-874-4     |
| 26 | Capitoli - 249. Il devastatore del campeggio (キャンプ場荒し?, Kyanpu jiyū arashi) - 250. Cento racconti (百物語?, Hyakumonogatari) - 251. Occhi stalker (目玉スターカー?, Medama sutākā) - 252. Ali benedette (祝福の羽?, Shukufuku no hane) - 253. L'anello e il timbro (指輪と印鑑?, Yubiwa to inkan) - 254. Una falce fatale per gli Shinigami (死神殺し?, Shinigami goroshi) - 255. Lo spirito sbadato (粗忽の死者?, Sokotsu no shisha) - 256. La prima festa delle costardelle (第一回サンマ祭り?, Dai ikkai sanma matsuri) - 257. L'uccello sacro protetto in via del tutto eccezionale (特別保護霊鳥?, Tokubetsu hogo reichō) - 258. L'uomo composto solo dalla testa (首男?, Kubi otoko)                                                                                      |                                          |                                         |
| 27 | Rinne. Circle of Reincarnation 27 「境界のRINNE 27」 - Kyōkai no Rinne 27 | 18 settembre 2015 ISBN 978-4-09-126279-0 | 11 maggio 2016 ISBN 978-88-6920-921-5   |
| 27 | Capitoli - 259. La regola dell'Aldilà (冥界の約束?, Meikai no yakusoku) - 260. Non bisogna voltarsi indietro (振り向いてはいけない?, Furi muite haikenai) - 261. Il grido sull'audiocassetta (カセットテープの悲鳴?, Kasettotēpu no himei) - 262. La stanza fredda (寒い部屋?, Samui heya) - 263. Schiacciare con i denti (噛み砕く?, Kamikudaku) - 264. Le decorazioni (デコレーション?, Dekorēshon) - 265. Finché non suona la campana (鐘を撞くまで?, Kane wo tsukumade) - 266. Il lascito di uno spirito maligno (悪霊の遺産?, Akuryō no isan) - 267. Indizi su un fenomeno misterioso (怪異のヒント?, Kaii no hinto) - 268. La voce (噂?, Uwasa) |                                          |                                         |
| 28 | Rinne. Circle of Reincarnation 28 「境界のRINNE 28」 - Kyōkai no Rinne 28 | 18 dicembre 2015 ISBN 978-4-09-126539-5  | 10 agosto 2016 ISBN 978-88-226-0200-8   |
| 28 | Capitoli - 269. La lezione supplementare per la cattura dei cani feroci (猛犬捕獲補習?, Mōken hokaku hoshū) - 270. Scale innevate (雪の階段?, Yuki no kaidan) - 271. Nagara (NAGARA?, Nagara) - 272. Chiedi scusa nella stanza dell'altare buddista (仏間で謝れ?, Butsuma de ayamare) - 273. La maledizione dello sperpero (散財の呪い?, Sanzai no noroi) - 274. La cenere e l'ammirazione (灰と憧れ?, Hai to akogare) - 275. Un appuntamento galante in stile Cenerentola (シンデレラデート?, Shinderera deeto) - 276. Ricaricare per favore (チャージしてください?, Chāji shite kudasai) - 277. Il frutto degli sforzi (努力の結果?, Doryoku no kekka) - 278. Un incontro combinato (春のお見合い?, Haru no omiai)                                                                   |                                          |                                         |
| 29 | Rinne. Circle of Reincarnation 29 「境界のRINNE 29」 - Kyōkai no Rinne 29 | 18 marzo 2016 ISBN 978-4-09-126818-1     | 9 novembre 2016 ISBN 978-88-226-0368-5  |
| 29 | Capitoli - 279. Mimi-chan, la bambola parlante (お話しミミちゃん?, Ohanashi Mimi-chan) - 280. Suzu dispersa (鈴行方不明?, Suzu yukuefumei) - 281. Una maledizione che sfrutta un gatto nero (黒猫使役呪法?, Kuno neko shieki juhou) - 282. Il regalo per la festa della mamma (母の日のプレゼント?, Haha no hi no purezento) - 283. L'uomo nello specchio (鏡男?, Kagami otoko) - 284. L'espressione ideale (理想の笑顔?, Risō no egao) - 285. Al di là dei trentamila yen (三万円の先に?, Sanman'en no saki ni) - 286. La vendetta (ふくしゅう?, Fukushū) - 287. Il principe Shinigami (死神王子?, Shinigami ōji) - 288. Il tanzaku della maledizione (呪いの短冊?, Noroi no tanzaku)                                                                                                 |                                          |                                         |
| 30 | Rinne. Circle of Reincarnation 30 「境界のRINNE 30」 - Kyōkai no Rinne 30 | 18 aprile 2016 ISBN 978-4-09-127090-0    | 8 marzo 2017 ISBN 978-88-226-0519-1     |
| 30 | Capitoli - 289. La Dea della Saggezza (知恵の女神?, Chie no megami) - 290. La campana dell'amore (愛の鐘?, Ai no kane) - 291. La scorciatoia (ショートカット?, Shōtokatto) - 292. Le trecce danno sui nervi (おさげムカつく?, O sage mukatsuku) - 293. Simulazione (シミュレーション?, Shimyurēshon) - 294. La ragazza nel ghiaccio (氷の中の彼女?, Kōri no naka no kanojo) - 295. La professoressa e i palloncini (先生と風船?, Sensei to fūsen) - 296. Fa' vedere la schiena! (背中を見せろ?, Senaka o misero) - 297. La maschera di Medusa (メデューサの仮面?, Mede~yūsa no kamen) - 298. Diventa di pietra! (石になれ！?, Ishi ni nare!) |                                          |                                         |

## Volumi 31-40
| Nº | Titolo italiano Giapponese 「Kanji」 - Rōmaji | Data di prima pubblicazione              | Data di prima pubblicazione              |
| Nº | Titolo italiano Giapponese 「Kanji」 - Rōmaji | Giapponese                               | Italiano                                 |
| 31 | Rinne. Circle of Reincarnation 31 「境界のRINNE 31」 - Kyōkai no Rinne 31 | 15 luglio 2016 ISBN 978-4-09-127315-4    | 12 luglio 2017 ISBN 978-88-226-0636-5    |
| 31 | Capitoli - 299. La spada sacra arrugginita (錆びた聖剣?, Sabita seiken) - 300. Capelli che ricrescono (髪がのびた?, Kami ga nobita) - 301. La licenza di Renge (れんげのライセンス?, Renge no raisensu) - 302. Il numero sul retro delle licenze (ナンバー追跡?, Nanbā tsuiseki) - 303. Voglio crederle (信じたい?, Shinjitai) - 304. Voglio il bouquet (ブーケが欲しい?, Būke ga hoshī) - 305. La riunione delle streghe (魔女の集会?, Majo no shūkai) - 306. Il segreto della riunione (集会の秘密?, Shūkai no himitsu) - 307. La capannina meteorologica rossa (赤い百葉箱?, Akai hyakuyōbako) - 308. La borsa d'acqua calda (湯たんぽをどうぞ?, Yutanpo o dōzo) |                                          |                                          |
| 32 | Rinne. Circle of Reincarnation 32 「境界のRINNE 32」 - Kyōkai no Rinne 32 | 16 settembre 2016 ISBN 978-4-09-127339-0 | 11 ottobre 2017 ISBN 978-88-226-0734-8   |
| 32 | Capitoli - 309. Una bella finestra (美しい窓?, Utsukushī mado) - 310. Incontro natalizio per purificare uno spirito (クリスマス浄霊会?, Kurisumasu jōrei-kai) - 311. Le frecce nere portafortuna (黒い破魔矢?, Kuroi hamaya) - 312. Il desiderio di dargli un morso (噛んであげたい?, Kande agetai) - 313. La falce di Otome (乙女のカマ?, Otome no kama) - 314. Qualcosa mi osserva (なにかが見ている?, Nanikaga miteiru) - 315. I ricordi di Otome (乙女の記憶?, Otome no kioku) - 316. I particolari sulla sua scomparsa (失踪のいきさつ?, Shissō no ikisatsu) - 317. Menzogna e verità (ウソと真実?, Uso to shinjitsu) - 318. Lo spirito bianco (白い霊?, Shiroi rei) |                                          |                                          |
| 33 | Rinne. Circle of Reincarnation 33 「境界のRINNE 33」 - Kyōkai no Rinne 33 | 18 ottobre 2016 ISBN 978-4-09-127410-6   | 10 gennaio 2018 ISBN 978-88-226-0827-7   |
| 33 | Capitoli - 319. Kokkuri-san (こっくりさん?, Kokkuri-san) - 320. Il libro maledetto (呪いの書?, Noroi no sho) - 321. Il mistero del locale pieno di gatti (猫カフェの怪?, Neko kafe no kai) - 322. Un rosso fuori dal comune (非凡な赤?, Hibon'na aka) - 323. Un film spiritico (心霊フィルム?, Shinrei firumu) - 324. Lo Spirito del Denaro (金霊?, Kanedama) - 325. La pietra filosofale (賢者の石?, Kenja no ish) - 326. Kabakichi (カバ吉くん?, Kaba Kichi-kun) - 327. Due che non riescono a incontrarsi (会えない二人?, Aenai futari) - 328. Il fischietto e il detersivo (笛と洗剤?, Fue to senzai) |                                          |                                          |
| 34 | Rinne. Circle of Reincarnation 34 「境界のRINNE 34」 - Kyōkai no Rinne 34 | 16 dicembre 2016 ISBN 978-4-09-127424-3  | 7 marzo 2018 ISBN 978-88-226-0924-3      |
| 34 | Capitoli - 329. L'amuleto del padiglione dei fantasmi (幽霊堂のお札?, Yūrei-dō no osatsu) - 330. Appunti macchiati (にじんだメモ?, Nijinda memo) - 331. Il signor Kusakari (草刈さん?, Kusakari-san) - 332. Ageha se ne va di casa (鳳、家を出る?, Ageha, iewoderu) - 333. Una vita nel lusso (甘えた生活?, Amaeta seikatsu) - 334. La scorciatoia nel vicolo (路地の近道?, Roji no chikamichi) - 335. L'ingresso posteriore in giardino (庭の裏口?, Niwa no uraguchi) - 336. Parole maledette (呪いの言葉?, Noroinokotoba) - 337. Un infedele colto sul fatto (浮気の現場?, Uwaki no genba) - 338. Non avvicinatevi alla piattaforma (デッキに近づくな?, Dekki ni chikadzuku na)                                                                                                 |                                          |                                          |
| 35 | Rinne. Circle of Reincarnation 35 「境界のRINNE 35」 - Kyōkai no Rinne 35 | 17 marzo 2017 ISBN 978-4-09-127507-3     | 11 luglio 2018 ISBN 978-88-226-1056-0    |
| 35 | Capitoli - 339. Il labirinto di girasoli (ひまわり迷路?, Himawari meiro) - 340. Il magico riso al riccio di mare (魔法のウニライス?, Mahō no uniraisu) - 341. La tragedia dei piatti a base di farina (粉もんの悲劇?, Konamon no higeki) - 342. Il racconto di Horataro (ホラ太郎のお話し?, Horatarō no ohanashi) - 343. L'Albero del Peccato (罪の木?, Tsumi no ki) - 344. Il prezzo dell'amore (愛の値段?, Ai no nedan) - 345. L'albergo dei ricordi (思り出の宿?, Omori no de no yato) - 346. Il maestro dell'amicizia (友情マスター?, Yūjō masutā) - 347. Simil-Ebisu (恵比寿様風?, Ebisu-sama fū) - 348. L'evocazione degli spiriti elementali (精霊召喚?, Seirei shōkan) |                                          |                                          |
| 36 | Rinne. Circle of Reincarnation 36 「境界のRINNE 36」 - Kyōkai no Rinne 36 | 18 maggio 2017 ISBN 978-4-09-127566-0    | 12 dicembre 2018 ISBN 978-88-226-1275-5  |
| 36 | Capitoli - 349. La scomparsa dei gatti neri (黒猫失踪?, Kuroneko shissō) - 350. Il mistero della Riunione Segreta dei Gatti Neri (黒猫秘密集会の謎?, Kuro neko himitsujūe no nazo) - 351. La storia della Riunione Segreta dei Gatti Neri (黒猫秘密集会の裏歴史?, Kuro neko himitsujūe no ura rekishi) - 352. Il frutto infernale (地獄の果実?, Jigoku no kajitsu) - 353. Paura delle bevande calde (HOTが怖い?, HOT ga kowai) - 354. Cosa verrà fuori? (何が出るかな？?, Nani ga deru ka na?) - 355. All'interno dell'albero (ツリーの中に?, Tsurii no naka ni) - 356. Il biglietto dell'Oracolo della Fortuna (幸運のおみくじ?, Kooun no omikuji) - 357. Ciò che è in casa (家にいるのも?, Uchi ni irumono) - 358. Come usare il braciere (火鉢の使い方?, Hibachi no tskaikata) |                                          |                                          |
| 37 | Rinne. Circle of Reincarnation 37 「境界のRINNE 37」 - Kyōkai no Rinne 37 | 18 luglio 2017 ISBN 978-4-09-127666-7    | 6 febbraio 2019 ISBN 978-88-226-1250-2   |
| 37 | Capitoli - 359. E pioggia sia! (雨降れ！?, Amefure!) - 360. La banconota sporca (薄汚れた札?, Usu kegareta-satsu) - 361. Un cioccolato molto speciale (スペシャルなチョコ?, Supesharuna choko) - 362. La scatola rompicapo rubata (盗まれたからくり箱?, Nusuma reta karakuri-bako) - 363. Te la restituisco (お返しします?, Okaeshi shimasu) - 364. Il passaggio spirituale strettissimo (狭少霊道?, Kyōshō reidō) - 365. Una cosa che mi sta a cuore (気になってました?, Ki ni nattemashita) - 366. Il cane che rotola (転がる犬?, Korogaru inu) - 367. La decisione di Ayame (あやめの決意?, Ayame no ketsui) - 368. Taglia la catena (鎖を切って?, Kusari o kitte) |                                          |                                          |
| 38 | Rinne. Circle of Reincarnation 38 「境界のRINNE 38」 - Kyōkai no Rinne 38 | 15 settembre 2017 ISBN 978-4-09-127685-8 | 10 luglio 2019 ISBN 978-88-226-1471-1    |
| 38 | Capitoli - 369. Non ho paura (こわくありません?, Kowaku arimasen) - 370. Sistemare le cose (身辺整理?, Shinpen seiri) - 371. Una voce che racconta (語る声?, Kataru koe) - 372. Una nuova amicizia (新しい友達?, Atarashī tomodachi) - 373. La Chiesa della Sposa Rossa (赤い花嫁教会?, Akai hanayome kyōkai) - 374. L'investimento! (これは投資だ！?, Kore wa tōshida!) - 375. La Falce della Fenice (不死鳥のカマ！?, Fushichō no kama) - 376. Il Mikazukido ora e per sempre (三日月堂よ永遠に?, Mikadzukidō yo eien ni) - 377. L'oggetto smarrito in piscina (プールの落とし物?, Pūru no otoshimono) - 378. L'abito per il futuro (未来のワンピース?, Mirai no wanpīsu) |                                          |                                          |
| 39 | Rinne. Circle of Reincarnation 39 「境界のRINNE 39」 - Kyōkai no Rinne 39 | 17 novembre 2017 ISBN 978-4-09-127865-4  | 11 settembre 2019 ISBN 978-88-226-1528-2 |
| 39 | Capitoli - 379. La confessione (告白?, Kokuhaku) - 380. Il destino sottosopra (運命逆転?, Unmei gyakuten) - 381. Le vacanze estive di una strega (魔女の夏休み?, Majo no natsuyasumi) - 382. Il futuro della professoressa (先生の未来?, Sensei no mirai) - 383. La maledizione di Mammon (マモンの呪い?, Mamon no noroi) - 384. Una bella casa (美しい家?, Utsukushī ie) - 385. La donna del cuore (最愛の女?, Saiai no on'na) - 386. Non capisco il perché (何故だかわからない?, Nazeda ka wakaranai) - 387. Un'improvvisa fortuna sul lavoro (仕事運急上昇?, Shigoto un kyūjōshō) - 388. La Shinigami chiamata Ageha (鳳という死神?, Ageha to iu shinigami) |                                          |                                          |
| 40 | Rinne. Circle of Reincarnation 40 「境界のRINNE 40」 - Kyōkai no Rinne 40 | 18 gennaio 2018 ISBN 978-4-09-128074-9   | 12 febbraio 2020 ISBN 978-88-226-1722-4  |
| 40 | Capitoli - 389. Come al solito (いつもの感じ?, Itsumo no kanji) - 390. L'esame da esorcista (浄霊検定?, Jōrei kentei) - 391. La trappola della pittura sul rotolo di carta (掛け軸の罠?, Kakejiku no wana) - 392. Condotta quotidiana (日頃の行い?, Higoronookonai) - 393. Un piano terribile (恐ろしい計画?, Osoroshī keikaku) - 394. Il riflusso (逆流?, Gyakuryū) - 395. Un'altra Pietra di Confine (もうひとつの境界石?, Mō hitotsu no kyōkai ishi) - 396. Addio, Rokudo (さよなら六道くん?, Sayonara Rokudo-kun) - 397. Il fiume Sanzu (三途の川?, Sanzu no Kawa) - 398. Il Cerchio della Reincarnazione (輪廻の輪?, Rin'ne no wa) |                                          |                                          |